# Kiviuq (lune)
Pour géant de la mythologie inuite d'après lequel elle est nommée, voir Kiviuq.
Kiviuq (S XXIV Kiviuq) est un satellite irrégulier prograde membre du groupe inuit des satellites de Saturne. Il fut découvert en 2000 par une équipe menée par Brett J. Gladman (désignation temporaire S/2000 S 5),.
Il porte le nom de Kiviuq, un « géant » de la mythologie inuit. Kiviuq (aussi épelé Keeveeok, Qiviuq ou Kivioq) est un Inuk légendaire et héroïque, une sorte d'Ulysse inuit qui vécut longtemps ou eut plusieurs vies, voyagea et vécut toutes sortes d'aventures dont les détails dépendent de la tradition locale du conteur.
Kiviuq apparaît de couleur rouge léger, et possède un spectre infrarouge très similaire à ceux de Siarnaq et Paaliaq, appuyant ainsi l'hypothèse que les membres du groupe inuit aient pour origine commune la fragmentation d'un corps plus grand,.
Kiviuq est supposé être en résonance de Kozai, c'est-à-dire réduisant périodiquement son inclinaison en augmentant son excentricité et vice versa.